# Володарськ (Росія)
Володарськ (рос. Володарск) — місто у Володарському районі Нижньогородської області Російської Федерації.
Населення становить 9875 осіб. Входить до складу муніципального утворення місто Володарськ.

## Історія
Від 2009 року входить до складу муніципального утворення місто Володарськ.

## Населення
| 1939    | 1959    | 1970    | 1979    | 1989    | 1992    | 1996    |
| ------- | ------- | ------- | ------- | ------- | ------- | ------- |
| 12 900  | ↗13 195 | ↘12 748 | ↘12 354 | ↘11 034 | ↘10 700 | →10 700 |
| 1999    | 2000    | 2001    | 2002    | 2005    | 2006    | 2007    |
| ↗11 740 | ↘10 500 | →10 500 | ↗10 989 | ↘10 600 | ↘10 500 | ↘10 400 |
| 2008    | 2009    | 2010    | 2011    | 2012    | 2013    | 2014    |
| ↘10 310 | ↘10 250 | ↘9928   | ↗9930   | ↗9977   | ↗10 023 | ↗10 074 |
| 2015    | 2016    | 2017    |         |         |         |         |
| ↗10 102 | ↘10 084 | ↘10 021 |         |         |         |         |